# Coenraad Jacob Temminck
Coenraad Jacob Temminck, né le 31 mars 1778 à Amsterdam et mort le 30 janvier 1858 à Lisse, est un aristocrate et un zoologiste néerlandais.

## Biographie
Son père, Jacob Temminck, est trésorier de Compagnie néerlandaise des Indes orientales et destine son fils à devenir un employé de la Compagnie. Coenraad devient, à dix-sept ans, commissaire-priseur. Mais sensibilisé à l'histoire naturelle par son père dont la collection personnelle est enrichie par François Levaillant (1753-1826), il s'oriente vers l'étude des oiseaux. Il entre alors au service de l'ornithologue allemand Meyer à Offenbach qui l'initie à la taxidermie.
Temminck est le premier directeur du muséum national d'histoire naturelle de Leyde, poste qu'il occupe de 1820 jusqu'à sa mort. Son Manuel d'ornithologie, ou Tableau systématique des oiseaux qui se trouvent en Europe (1815) devient l'ouvrage de référence sur les oiseaux européens pendant de nombreuses années. Il hérite d'une vaste collection d'oiseaux de son père.
Il est aussi l'auteur d'une Histoire naturelle générale des pigeons et des gallinacés (1813-1817), des Observations sur la classification méthodique des oiseaux (1817), d'un Nouveau recueil de planches coloriées d'oiseaux pour servir de suite... aux planches enluminées de Buffon... (1820-1838), d'une Monographies de mammalogie (1827), d'une Fauna japonica, sive Descriptio animalium, quae, in itinere per Japoniam... (1838-1850), de Verhandelingen over de natuurlijke geschiedenis der nederlandsche... (1839-1844), ce dernier est traduit sous le titre de Coup-d'œil général sur les possessions néerlandaises dans l'Inde archipélagique (1838-1849).
Temminck écrit en 1820 : 
« Plus on voudra s’entendre réciproquement par rapport à la nomenclature des genres et des espèces, plus les sciences y gagneront, et moins on aura à s’occuper du travail le plus ennuyeux et le plus stérile que je connaisse. »
De nombreux animaux, oiseaux et mammifères mais également poissons, lui ont été dédiés comme le bécasseau de Temminck (Calidris temminckii), le courvite de Temminck (Cursorius temminckii), le pic de Temminck (Dendrocopos temminckii), le picumne de Temminck (Picumnus temminckii), le pangolin de Temminck (Manis temminckii), l'akalat de Temminck (Pellorneum pyrrogenys), le tragopan de Temminck (Tragopan temminckii), le sporophile de Temminck (Sporophila falcirostris), le rollier de Temminck (Coracias temminckii),le Chat de Temminck (pardofelis temninckii)le todirostre de Temminck (Hemitriccus diops) ou le gourami embrasseur (Helostoma temminckii).

## Darwin versus Temminck
En 1868 le naturaliste anglais Charles Darwin a nié incorrectement l’existence d’un mutant sans queue du Coq de Lafayette, décrit en 1807 par Temminck

## Liste partielle des publications
- Las Posesiones holandesas en el Archipiélago de la India. Manille 1855.
- Esquisses zoologiques sur la côte de Guinée ... 1e partie, les mammifères. Brill, Leyde 1853.
- Coup-d'œil général sur les possessions néerlandaises dans l'Inde archipélagique. Arnz, Leyde 1846–49.
- Nouveau recueil de planches coloriées d'oiseaux. Levrault, Paris 1838.
- Monographies de mammalogie. Dufour & d'Ocagne, Paris, Leyde 1827–41.
- Atlas des oiseaux d'Europe, pour servir de complément au Manuel d'ornithologie de M. Temminck. Belin, Paris 1826–42.
- Nouveau recueil de planches coloriées d'oiseaux, pour servir de suite et de complément aux planches enluminées de Buffon. Dufour & d'Ocagne, Paris 1821.
- Observations sur la classification méthodique des oiseaux et remarques sur l'analyse d'une nouvelle ornithologie élémentaire. Dufour, Amsterdam, Paris 1817.
- Manuel d'ornithologie ou Tableau systématique des oiseaux qui se trouvent en Europe. Sepps & Dufour, Amsterdam, Paris 1815–40.
- Histoire naturelle générale des pigeons et des gallinacés. Sepps, Amsterdam 1808–15.
- Catalogue systématique du cabinet d’ornithologie et de la collection de quadrumanes, avec une courte description des oiseaux non-décrits. Sepps, Amsterdam 1807.

## Source
- Michael Walters (2003). A Concise History of Ornithology. Yale University Press (New Haven, Connecticut) : 255 p.  (ISBN 0-300-09073-0)